# Vlag van Gasselternijveen

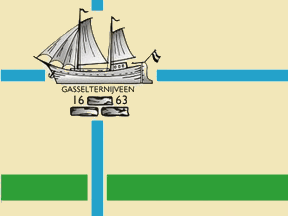
Vlag van Gasselternijveen

De vlag van Gasselternijveen is de dorpsvlag van het Nederlandse dorp Gasselternijveen, in de Drentse gemeente Aa en Hunze. De vlag werd in 2021 in gebruik genomen. De vlag heeft een lichtgeel veld met onderin een groene horizontale baan. Ook is er een blauw kruis afgebeeld waar te nemen op het dundoek welke deze baan overlapt. Te midden van het blauwe kruis is een wit zeilschip geplaatst met zwarte contouren. Dit is een zeilend vrachtschip met twee masten en verwijst naar vroegere tijden. Schippers voeren toen over de rivier de Hunze (plaatselijk: Oostermoersevaart) naar het dorp. Hieronder is de plaatsnaam in kapitalen geschreven met daar weer onder het jaartal 1663, de oudste officiële vermelding van het dorp.
Anloo
· Annen
· Annerveenschekanaal
· Dalen
· De Groeve
· Een
· Eext
· Eexterveen
· Eexterveenschekanaal
· Elim
· Gasselternijveen
· Gasteren
· Gieten
· Gieterveen
· Grolloo
· Hollandscheveld
· Nieuw-Weerdinge
· Noordscheschut
· Schoonoord
· Tiendeveen
· Uffelte
· Wapse
· Witteveen
· Yde-De Punt
· Zorgvlied